# Van-Krevelen-Diagramm

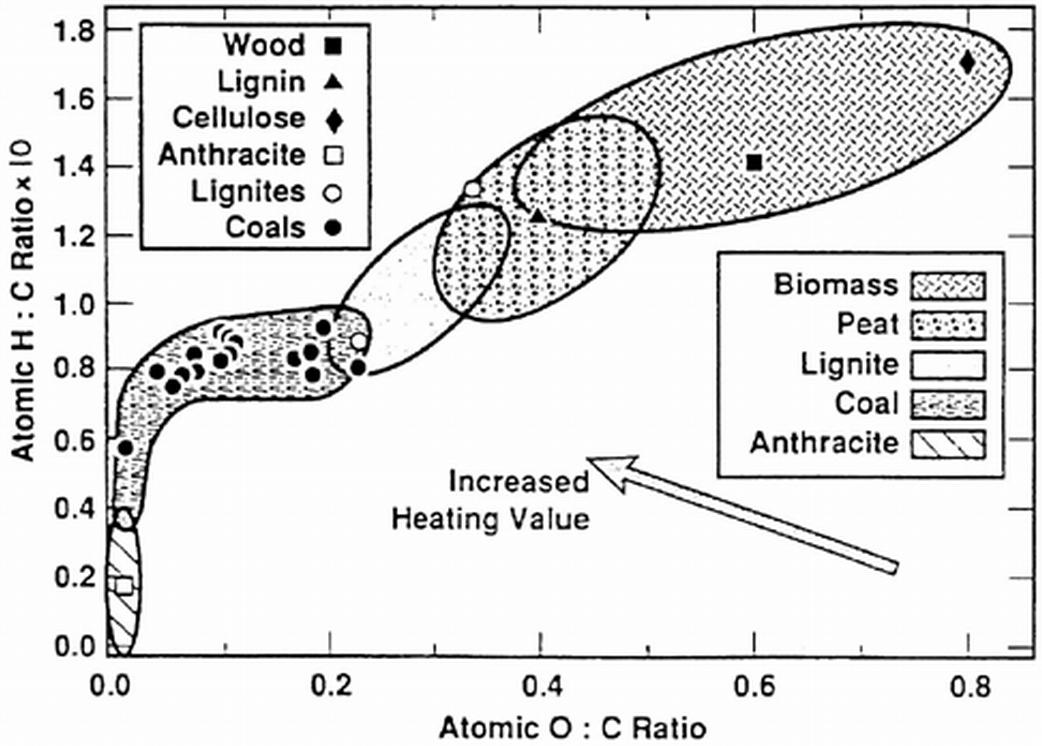
Van-Krevelen-Diagramm für verschiedene feste Brennstoffe

Das Van-Krevelen-Diagramm ist ein 1957 von Dirk Willem van Krevelen (Chemiker und Professor für Brennstofftechnologie an der TU Delft) entwickeltes Diagramm zur Bestimmung der Abbauwürdigkeit von Erdölvorkommen. Dazu werden das atomare Verhältnis von Sauerstoff (O) zu Kohlenstoff (C) und das Verhältnis von Wasserstoff (H) zu Kohlenstoff zur Bestimmung der Reife und Qualität des Erdöls herangezogen. Es kann zwischen möglichen Herkünften differenziert werden: Algen, Lipide (Sporen und Pollen) und Cellulose. 
Ursprünglich zeigt das auf Basis von Seylers Kohlecharakterisierung aufgebaute Diagramm die zeitgeschichtliche Entwicklung verschiedener Kohletypen über den Entwicklungszustand der Biomasse.
- Dehydrierung
- Entwässerung
- Entkohlung
- Entmethanierung
- Reduktion